# Rhyacophila yamazakii
Rhyacophila yamazakii är en nattsländeart som beskrevs av Tsuda 1941. Rhyacophila yamazakii ingår i släktet Rhyacophila och familjen rovnattsländor. Inga underarter finns listade i Catalogue of Life.